# Тувумба
Тувумба (енгл. Toowoomba) је град Аустралији у савезној држави Квинсленд. Према попису из 2006. у граду је живело 95.265 становника.

## Становништво
Према попису, у граду је 2006. живело 95.265 становника.
| 1991.  | 1996.  | 2001.  | 2006.  |
| ------ | ------ | ------ | ------ |
| 75,990 | 83,350 | 89,338 | 95,265 |